# LORA (Rakete)
Die LORA ist eine ballistische Kurzstreckenrakete (SRBM) aus Israel. Das Kürzel LORA steht für Long Range Attack.

## Entwicklung
LORA wurde erstmals im Jahr 2003 erwähnt und entstand in Zusammenarbeit mit Israel Aerospace Industries und IMI Systems. Im Jahr 2006 wurde das System erstmals auf der Eurosatory präsentiert. Offiziell vorgestellt wurde LORA im Jahr 2007 sowie 2011 auf der Pariser Luftfahrtschau. Vermutlich war LORA im Jahr 2006 einsatzbereit. Im Juni 2024 wurde die von Flugzeugen gestartete Ausführung Air LORA vorgestellt.

## Technik

### Raketen
Die LORA-Raketen werden in versiegelten, vor Witterungseinflüssen schützenden Transport- und Startbehältern aus dem Herstellungswerk geliefert. Die Raketen können ohne Kontrolle fünf Jahre in den Behältern transportiert und gelagert werden. Die Rakete wird von einem einstufigen, kartuschierten Komposit-Feststofftreibsatz angetrieben. Die Steuerung erfolgt mittels einer Trägheitsnavigationsplattform und GPS, die während des gesamten Flugs aktiv sind. Die Kurskorrekturen erfolgen durch vier trapezförmige Steuerflächen. Die Reichweitensteuerung erfolgt nicht durch Schubterminierung, sondern durch Anpassen der Flugbahn. Daher kann die Flugbahn der Raketen neben der üblichen Wurfparabel auch einer semi-ballistischen Kurve gleichen. Dabei beträgt das Apogäum 45 km. Die Raketen können mit zwei unterschiedlichen Gefechtsköpfen bestückt werden. Die Standardrakete ist mit einem 440-kg-Splittergefechtskopf mit Aufschlagzünder, Verzögerungszünder oder Näherungszünder ausgerüstet. Weiter steht ein 600-kg-Penetrationsgefechskopf mit Aufschlag- und Verzögerungszünder zur Verfügung. Beim Zielanflug wird die Rakete auf einen Winkel von 90° zur Erdoberfläche eingeschwenkt. Dadurch entfaltet der Splittergefechtskopf eine optimale Flächenwirkung. Die minimale Einsatzdistanz beträgt 30 km. Die maximale Einsatzdistanz steht in Abhängigkeit zum verwendeten Gefechtskopf und beträgt 250 bis 300 km. Weiter soll auch ein kleiner 240-kg-Splittergefechtskopf zur Verfügung stehen, mit welchem eine Einsatzdistanz von 430 km erreicht wird. Nach Herstellerangaben erzielt die LORA-Rakete einen Streukreisradius (CEP) von rund 10 m.

### Fahrzeuge
Sämtliche Komponenten eines LORA-Systems können auf vierachsigen 16 Tonnen-Lastkraftwagen installiert werden. Eine Batterie besteht aus einem Feuerleitstand (C3-System), zwei bis vier LKWs für den Raketennachschub sowie zwei bis vier Start- und Transportfahrzeugen für die Raketen. Auf dem Start- und Transportfahrzeug ist ein Werfergestell für den containerartigen Raketenbehälter montiert. In diesem Behälter werden vier Raketen transportiert und auch daraus gestartet. Das Werfergestell lässt sich in der Horizontalen drehen sowie in der Vertikalen auf 60 oder 90° anstellen. Weiter kann LORA auch ab dem Mehrfachraketenwerfer Lynx gestartet werden. Ebenso können die LKWs auch auf Schiffen abgestellt werden und von dort die Raketen starten.

## Kriegseinsatz
Am 29. November 2018 beschossen die Israelischen Verteidigungsstreitkräfte 15 mutmaßliche Ziele der Hisbollah und des Irans in Syrien mit LORA-Raketen.
Im Zuge des Kriegs um Bergkarabach 2020 beschossen die Aserbaidschanischen Streitkräfte mit LORA-Raketen eine Brücke über den Fluss Akari.

## Verbreitung
- Aserbaidschan – 2 Batterien.[14][16]
- Israel – unbekannte Anzahl.[1][9][13]